# Зайончкув (Свентокшиське воєводство)
Зайончкув (пол. Zajączków) — село в Польщі, у гміні Пекошув Келецького повіту Свентокшиського воєводства.
Населення — 829 осіб (2011).
У 1975-1998 роках село належало до Келецького воєводства.

## Демографія
Демографічна структура на день 31 березня 2011 року:
|          | Загалом | Допрацездатний вік | Працездатний вік | Постпрацездатний вік |
| -------- | ------- | ------------------ | ---------------- | -------------------- |
| Чоловіки | 408     | 88                 | 272              | 48                   |
| Жінки    | 421     | 88                 | 251              | 82                   |
| Разом    | 829     | 176                | 523              | 130                  |